# Helené

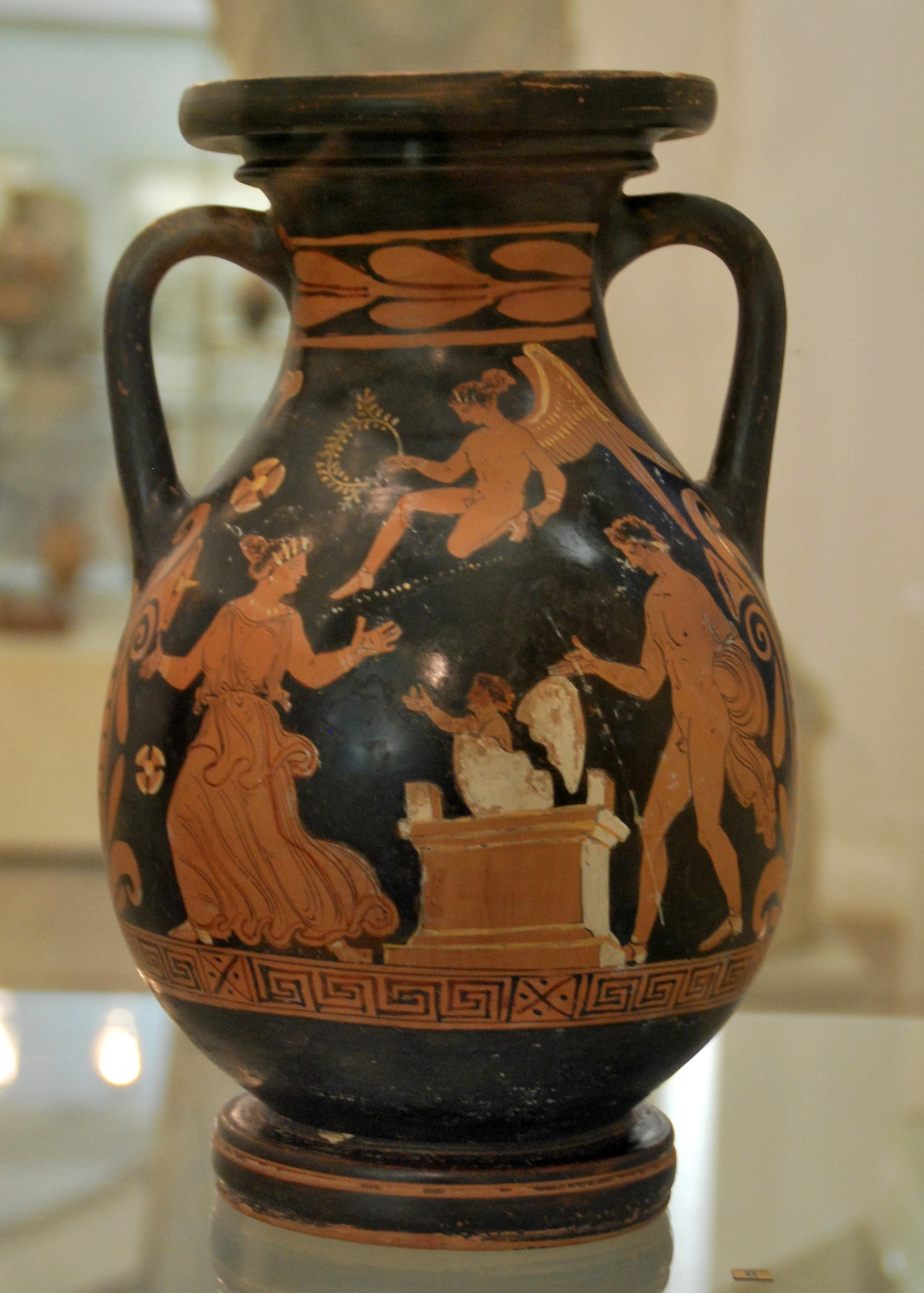
Helené kikel a tojásból

Helené (Szép Heléna) (ógörögül Ἑλένη) a görög mitológiában Zeusz és Léda leánya. A Dioszkuroszok és Klütaimnésztra testvére, aki egy tojásból kelt ki Lakedaimón városában.

## Születése és házassága
Léda tojásaiból két ikerpár kelt ki – Helené és Klütaimnésztra, illetve Kasztór és Polüdeukész (Castor és Pollux), mindegyikből az egyiknek Zeusz volt az apja, a másiknak Tündareósz király, Léda férje.  
A főisten ugyanis hattyú képében ejtette teherbe a szépséges Lédát. Léda Tündareósz, spártai király felesége volt, így Helené királylányként született. Születésekor mint Zeusz leányát az istenek elhalmozták ajándékaikkal, de a legtöbbet Aphroditétól kapta, amikor a szépség és szerelem istennője a világ legszebb nőjévé változtatta élete folyamán.  
Más mítoszok szerint az anyja Nemeszisz, a megtorlás istennője volt, akit Zeusz hattyú alakjában ejtett teherbe, ezek után Nemeszisz két tojást tojt, ebből kelt ki a két ikerpár: Helené és Klütaimnésztra, illetve Kasztór és Polüdeukész. Érdekesség, hogy Nemeszisz egyik testvére között volt Erisz, a viszály és veszekedés istennője, aki így Helené nagynénje volt.  
Amikor ez elterjedt a görög világban Thészeusz elhatározta, hogy elrabolja magának a még kislány szépséget. Peirithoosz segítségével sikerült is megszöktetnie Helenét az udvarból. Mivel még fiatal volt, így Aéthra gondjaira bízta. A Dioszkuroszok azonban bosszút fogadtak, és visszahozták Helenét Lakhedaimón városába. 
Tündareósz már előre félt attól, hogy kinek a kegyeit választja ki a sok kérő közül leánya számára. Félt, hogy ha az egyikükhöz feleségül adja a lányt, a többi megharagszik és ellene fordul. Amikor házasulandó korba lépett a hercegnő, Hellász legnagyobb hősei érkeztek, hogy elnyerjék kegyét. Így Odüsszeusz, Diomédész, Aiasz, Idomeneusz és Menelaosz is Tündareosz udvarában voltak. Odüsszeusz éppen ezért megkérte Tündareoszt, hogy eskesse meg a hősöket, hogy bárkié is lesz Helené keze, barátságban maradnak, sőt ha házasságukat bármi is megzavarná, kötelesek segíteni a győztesnek. Miután ez megtörtént, Helené választása Menelaoszra esett. Boldogan éltek több éven át, és megszületett leányuk, Hermioné is.

## Szerepe a trójai háborúban

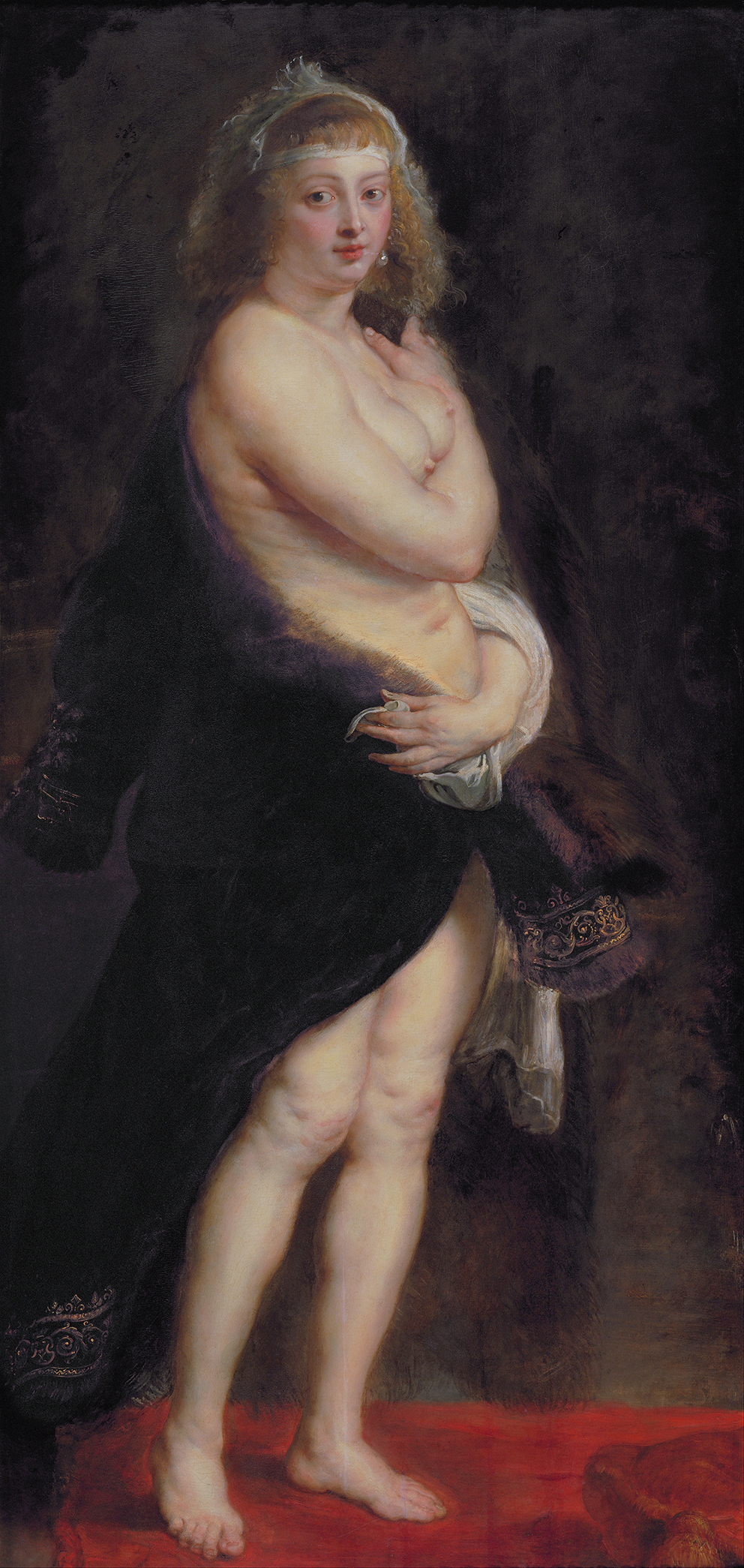
Peter Paul Rubens képe

Thetisz és Péleusz esküvőjére minden istent meghívtak, kivéve Eriszt, a viszály istennőjét. Ezért Erisz megsértődött és egy aranyalmát dobott le közéjük, amin az állt: „a legszebb istennőnek”. Az almát Hermész találta meg, aki bölcsen úgy döntött, mivel nem akart egyik istennő ellen sem dönteni, hogy a legszebb halandó férfi Parisz kezébe adja a döntés jogát. Hárman voltak méltók a címre: Héra (akit nem mert megsérteni), Pallasz Athéné, valamint Aphrodité (aki valóban a legszebb istennő volt). Mindhárman megpróbálták megvesztegetni Pariszt: Héra az Ázsia feletti uralmat ígérte neki, Athéné bölcsességet, míg Aphrodité a világ legszebb asszonyának a szerelmét. 
Parisz Aphroditénak ítélte az almát, ezért Héra és Athéné sértődöttségükben nemcsak Parisz, hanem Trója pusztulását kívánták.
Aphrodité nem teljesítette azonnal az ígéretét, emiatt Parisz városról városra járt, keresve a legszebb nőt. Egy alkalommal apja Priamosz trójai király megbízásából Spártába ment, ahol visszaélve Menelaosz vendégszeretetével, megszöktette Helenét és Trójába vitte, a király kincseivel együtt. Parisz nem egyszerű pásztorfiú, hanem a trójai király fia, akit gyerekkorában egy pásztornak adtak, hogy hagyja sorsára, mert anyja megálmodta, hogy városa pusztulását fogja okozni. 
Miután Menelaosz király hazatért látva, hogy Parisz elrabolta feleséget és a kincseit (aki más források szerint önszántából ment vele, miután Athéné elvette a józan eszet és szerelmes lett Páriszba) bátyjához, Agamemnón mükénei királyhoz fordult, akivel a lakhedomiai egyezség szerint hamarosan összeállt a kor legnagyobb serege Agamemnón vezetésével és hamarosan kitört a trójai háború.
Miután Parisz meghalt, Helené Déiphoboszhoz ment feleségül. A menyegző után pár nappal a görögök porig rombolták Tróját. Menelaosz, miután megpillantotta Helénét, megilletődött ellenállhatatlan szépségén és megbocsátott neki. Helené hosszú boldog életet élt Menelaosz mellett, majd Menelaosz halála után megistenült. A boldogok szigetén lett lakhelye, ahol Akhilleusz felesége lett.
A mítosz egy másik változata szerint Zeusz parancsára Hermész elvitte Helenét Egyiptomba, és Párisz egy Aphrodité által szőtt csalfa álomképet vitt magával. A háború után Helené Egyiptomban találkozott újra Menelaosszal.